# Cladodiptera rufivena
Cladodiptera rufivena är en insektsart som först beskrevs av Fowler 1900.  Cladodiptera rufivena ingår i släktet Cladodiptera och familjen Dictyopharidae. Inga underarter finns listade i Catalogue of Life.